# Ciudad Victoria
Ciudad Victoria  è la città capitale dello Stato di Tamaulipas, nel Messico nord-orientale.
Al censimento del 2010 possedeva una popolazione di 305 155 abitanti.